# حشره‌خوار دندان‌سفید دودی
 حشره‌خوار دندان‌سفید دودی (نام علمی: Crocidura fumosa) نام یک گونه از سرده حشره‌خوارهای دندان‌سفید است.